# Laguna Retana
A  Laguna Retana é um lago localizado na Guatemala. Localiza-se no departamento de Jalapa, Municípios de El Progreso e Santa Catarina Mita. Esta laguna ocupa uma área de 1.93 Km. A sua cota de altitude relativa ao nível do mar encontra-se nos 1040 m.